# Ted Peate
Edmund Peate (bekannt als Ted Peate; * 2. März 1855 in Holbeck, Vereinigtes Königreich; † 11. März 1900 in Horsforth, Vereinigtes Königreich) war ein englischer Cricketspieler, der zwischen 1881 und 1886 für die englische Nationalmannschaft spielte.

## Aktive Karriere
Peate begann Cricketspielen mit einem Touring-Team unter dem Namen Clown Cricketers. Daraufhin wurde er durch Yorkshire entdeckt und 1879 in ihr Team aufgenommen. Dort konnte er sich schnell durchsetzen und war schon ein Jahr darauf der beste Bowler des Teams. Sein Debüt in der Nationalmannschaft folgte gegen Australien im Dezember 1881. Im dritten Spiel der Serie konnte er insgesamt acht Wickets (5/43 & 3/15) Im darauffolgenden Sommer konnte er im Test gegen Australien abermals acht Wickets (4/31 & 4/40) erzielen, doch reichte dieses nicht aus, um das Spiel zu gewinnen. Nach der Niederlage mit 7 Runs, entstand die Tradition der Ashes. Bei der Ashes Tour 1884 erreichte er im ersten Test drei Wickets (3/62) und im zweiten 6 Wickets für 85 Runs. 1886 erhielt er noch ein weiteres Mal einen Einsatz bei den Ashes, jedoch hatte er zu dem Zeitpunkt schon deutlich an Gewicht zugenommen und während seine Fähigkeiten ungetrübt waren, war seine Fitness nicht mehr ausreichend, um an der Spitze zu bestehen. Ein Jahr später hatte er einen Ausfall mit Lord Hawke und so schied er auch aus dem Team von Yorkshire aus. In der Folge spielte er noch weiter Clubcricket in Leeds.

## Nach der aktiven Karriere
Er litt in der Folge allgemein an schlechter Gesundheit, was seinem Lebensstil zugerechnet wurde. Er verstarb im Jahr 1900 im Alter von 45 Jahren an den Folgen einer Lungenentzündung.